# Municipio de Chouteau (Illinois)
El municipio de Chouteau (en inglés: Chouteau Township) es un municipio ubicado en el condado de Madison en el estado estadounidense de Illinois. En el año 2010 tenía una población de 8226 habitantes y una densidad poblacional de 96,4 personas por km².

## Geografía
El municipio de Chouteau se encuentra ubicado en las coordenadas 38°47′14″N 90°5′59″O / 38.78722, -90.09972. Según la Oficina del Censo de los Estados Unidos, el municipio tiene una superficie total de 85.33 km², de la cual 76.91 km² corresponden a tierra firme y (9.87%) 8.42 km² es agua.

## Demografía
Según el censo de 2010, había 8226 personas residiendo en el municipio de Chouteau. La densidad de población era de 96,4 hab./km². De los 8226 habitantes, el municipio de Chouteau estaba compuesto por el 94.92% blancos, el 1.28% eran afroamericanos, el 0.39% eran amerindios, el 0.67% eran asiáticos, el 0.05% eran isleños del Pacífico, el 1.41% eran de otras razas y el 1.29% pertenecían a dos o más razas. Del total de la población el 3.51% eran hispanos o latinos de cualquier raza.